# Ramonville-Saint-Agne
Ramonville-Saint-Agne är en kommun i departementet Haute-Garonne i regionen Occitanien i södra Frankrike. Kommunen ligger i kantonen Toulouse 9e Canton som tillhör arrondissementet Toulouse. År 2022 hade Ramonville-Saint-Agne 15 172 invånare.

## Befolkningsutveckling
Antalet invånare i kommunen Ramonville-Saint-Agne
Referens:INSEE